# 杨伯伦
杨伯伦（1902年—1993年），男，陕西乾县人，中华人民共和国政治人物，曾任陕西省人民检察院检察长，陕西省政协副主席。